# Refuge de Presset
Le refuge de Presset est un refuge de montagne situé en France, dans le département de la Savoie, en région Auvergne-Rhône-Alpes.

## Histoire
Le refuge est construit en 1966, agrandi en 1972, reconstruit en 2012-2013 et inauguré à l'été 2013.

## Caractéristiques et informations

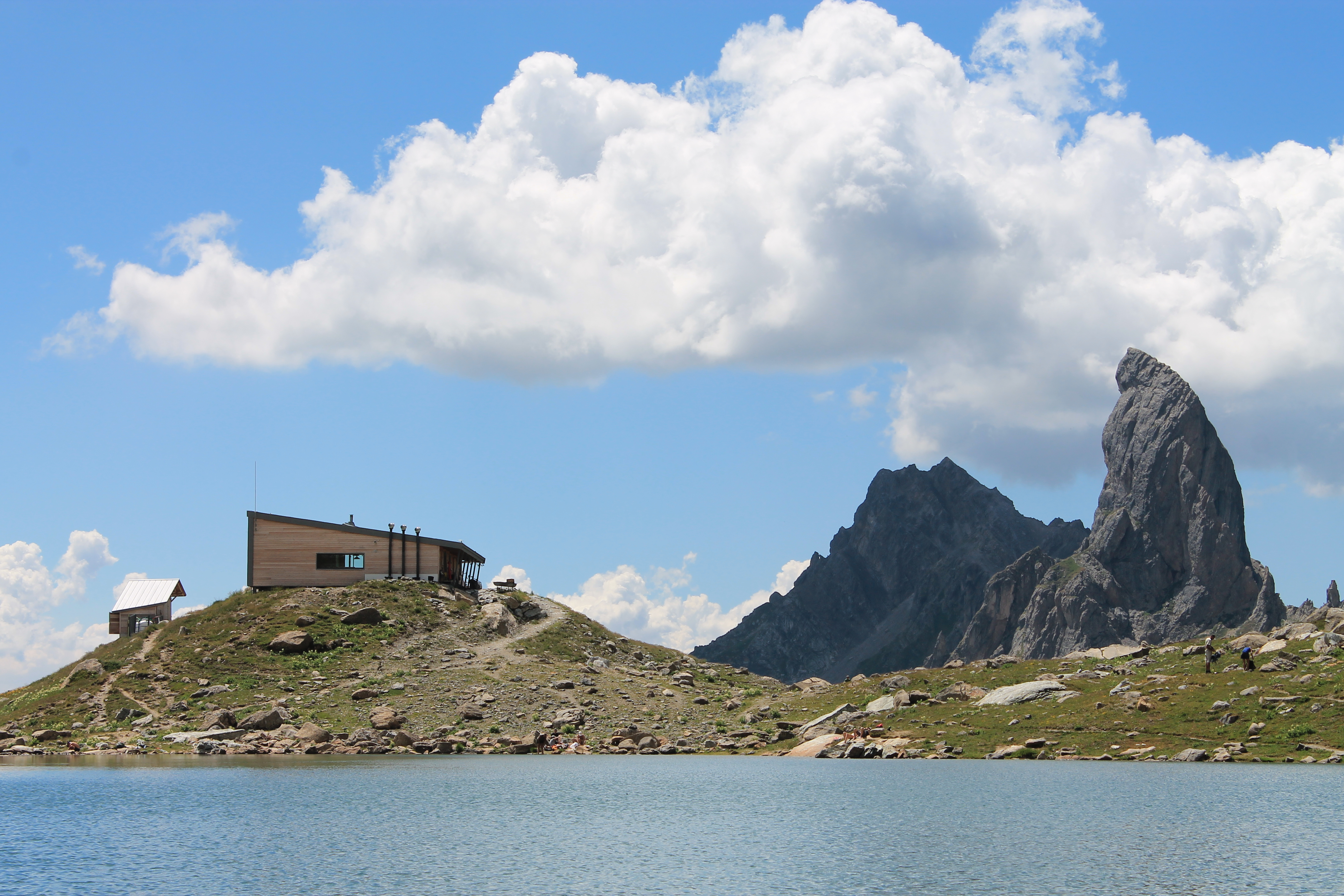
De gauche à droite, le refuge de Presset, le roc de la Charbonnière et la Pierra Menta vus du nord-est depuis le lac de Presset.

Ce refuge est gardé en été de juin à septembre pour la randonnée pédestre et en hiver de mi-janvier à avril pour le ski de randonnée, Split-Board et raquette à neige. Il s'agit d'un refuge de trente places composé de cinq dortoirs de six places.
Ce refuge est également accessible lorsqu'il n'est pas gardé, soit durant le mois de mai ainsi que d'octobre à mi-janvier. Trois dortoirs sur cinq sont alors accessibles et une réservation en ligne devient obligatoire à partir de l'automne 2022.
Depuis le refuge on peut observer au loin le domaine skiable de la Plagne ainsi que le mont Rosset et la Pierra Menta.

## Accès
Trois accès principaux permettent d’accéder au refuge :
- le parking de Treicol ;
- le parking de la chapelle Saint-Guérin ;
- le parking du Cormet de Roselend.

Le refuge est situé sur le GRP Tour du Beaufortain entre les cols du Grand Fond et du Bresson et non loin du GR 5 qui passe au col du Bresson et quelques dizaines de mètres en aval sous le refuge.

## Particularités
Une réserve de bois est laissée en permanence. Ce qui permet, lorsque le refuge n'est pas gardé, de pouvoir se chauffer en utilisant le poêle à bois.